# Emblème de la République socialiste soviétique kirghize

Emblème de la République socialiste soviétique kirghize

L'emblème de la République socialiste soviétique kirghize a été adopté le 23 mars 1937 par le gouvernement kirghize de la RSS. Le logo est fondé sur celui de l'Union soviétique. Il montre les symboles de l'agriculture (coton et blé) sur un fond de montagnes de Tien Shan entouré d'un cadre de l'art populaire du peuple kirghize. L'étoile rouge a été ajoutée en 1948. Le soleil levant est synonyme de l'avenir de la nation kirghize, l'étoile, ainsi que la faucille et le marteau pour la victoire du communisme et le « monde socialiste de la communauté d'États ».
Le bandeau supérieur porte la devise d'État de l'URSS (« Prolétaires de tous les pays, unissez-vous ! ») à la fois en russe et kirghize (Бардык өлдөрдүн пролетарлары, биринкиле!). Dans le contexte actuel de l'alphabet latin, il se lirait Bardıq öldördün proletarları, birinkile ! La basse bannière porte le nom de la République kirghize (Кыргыз С.С.Р.).
L'emblème a été modifié en 1992 pour les armoiries actuelles du Kirghizistan.